# Foibe (biblisk person)
Foibe eller Febe var en kristen kvinna, förmodligen diakon, bekant med aposteln Paulus. 
Foibe var verksam i församlingen i Kenchreai utanför Korinth i Grekland. Hon omnämns i Romarbrevet 16:1–2. Romersk-katolska kyrkan firar henne som helgon den 3 september.